# 長和 (日本)
長和（1013年2月8日~1017年5月21日）是日本的年號之一，指的是寬弘之後、寬仁之前，1013年到1017年這段期間。這個時代的天皇是三條天皇與後一條天皇。

## 改元
- 寬弘九年十二月二十五日（1013年2月8日） 改元長和
- 長和六年四月二十三日（1017年5月21日） 改元寬仁

## 出處
《禮記·冠義》：「凡人之所以為人者，禮義也。……君臣正，父子親，長幼和，而後禮義立。」

## 大事記
- 長和五年：三條天皇逝世，後一條天皇即位。

## 紀年、西曆、干支對照表
| 長和 | 元年   | 二年   | 三年   | 四年   | 五年   | 六年   |
| 公元 | 1012年 | 1013年 | 1014年 | 1015年 | 1016年 | 1017年 |
| 干支 | 壬子   | 癸丑   | 甲寅   | 乙卯   | 丙辰   | 丁巳   |